# William Henry Fleming

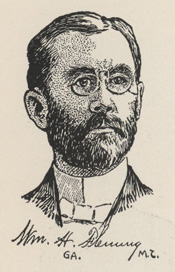
William Henry Fleming

William Henry Fleming (* 18. Oktober 1856 in Augusta, Georgia; † 9. Juni 1944 ebenda) war ein US-amerikanischer Politiker. Zwischen 1897 und 1903 vertrat er den Bundesstaat Georgia im US-Repräsentantenhaus.

## Leben
William Fleming besuchte die Summerville Academy und die Academy of Richmond County. Danach studierte er bis 1874 an der University of Georgia in Athens. Von 1877 bis 1880 war Fleming Schulrat in Augusta und dem Richmond County. Nach einem anschließenden Jurastudium und seiner im Jahr 1880 erfolgten Zulassung als Rechtsanwalt begann er in Augusta in seinem neuen Beruf zu arbeiten. Später war er auch in anderen Branchen tätig. So fungierte er unter anderem als Präsident der Augusta Electric Company. In den Jahren 1894 und 1895 war er Präsident der Anwaltskammer von Georgia.
Politisch war Fleming Mitglied der Demokratischen Partei. Zwischen 1888 und 1896 saß er als Abgeordneter im Repräsentantenhaus von Georgia, dessen Präsident er von 1894 bis 1895 war. Bei den Kongresswahlen des Jahres 1896 wurde er im zehnten Wahlbezirk von Georgia in das US-Repräsentantenhaus in Washington, D.C. gewählt, wo er am 4. März 1897 die Nachfolge von James C. C. Black antrat. Nach zwei Wiederwahlen konnte er bis zum 3. März 1903 drei Legislaturperioden im Kongress absolvieren. In diese Zeit fiel unter anderem der Spanisch-Amerikanische Krieg. Damals kamen die Philippinen und Hawaiʻi unter amerikanische Verwaltung.
1902 wurde Fleming von seiner Partei nicht mehr für eine weitere Legislaturperiode im Kongress nominiert. In den folgenden Jahren arbeitete er wieder als Anwalt. Er trat aber auch als Gastredner bei Veranstaltungen auf und beschäftigte sich mit literarischen Angelegenheiten. William Fleming starb am 9. Juni 1944 in Augusta.